# 拉馬奇
拉馬奇是斯洛伐克首都布拉提斯拉瓦的一個市區。拉馬齊位於布拉提斯拉瓦北部，是布拉提斯拉瓦面積最小的一個市區。在行政區劃上，拉馬齊屬於布拉提斯拉瓦4區。